# 7-я гвардейская десантно-штурмовая дивизия
7-я гвардейская десантно-штурмовая орденов Александра Невского и Суворова, Краснознамённая, ордена Кутузова дивизия (горная) (сокр. 7 дшд(г), в/ч 61756) — тактическое соединение Воздушно-десантных войск Российской Федерации в Южном военном округе.
Управление (штаб) дивизии находится в Новороссийске (Краснодарский край).

## История 1945—1991
Дивизия сформирована 15 октября 1948 года на базе 322-го гвардейского парашютно-десантного ордена Кутузова полка 8-го гвардейского воздушно-десантного корпуса в городе Полоцке Белорусского военного округа.
Боевое крещение полк получил в районе озера Балатон (Венгрия) в 1945 году в составе 9-й гвардейской армии 3-го Украинского фронта.
26 апреля 1945 года за образцовое выполнение заданий командования полк был награждён орденом Кутузова 3-й степени.
26 апреля приказом министра обороны СССР установлен днём соединения.
12 мая 1945 года полк закончил боевые действия в городе Тршебонь (Чехословакия). За годы войны полку было объявлено шесть благодарностей Верховного Главнокомандующего, 2065 военнослужащих были награждены за мужество и героизм орденами и медалями СССР.
14 октября 1948 года полк был передислоцирован в города Алитус, Каунас и Мариямполе Литовской ССР. Личный состав соединения участвовал в операциях по блокированию и уничтожению отрядов так называемых «лесных братьев».
Подразделения дивизии первыми в воздушно-десантных войсках освоили десантирование с самолётов Ан-8, Ан-12, Ан-22, Ил-76, опробовали ряд новых парашютных систем (Д-5 и Д-6), все поколения БМД и артиллерийскую систему 2С9 «Нона». Личным составом соединения впервые совершено практическое десантирование после перелёта на высотах 6000—8000 метров с использованием кислородных приборов.
В 1956 году соединение участвовало в подавлении Венгерского восстания. За участие в этой операции награждено 972 военнослужащих дивизии, в том числе орденами Ленина — 3, орденами Красного Знамени — 40, орденами Александра Невского — 8, орденами Красной Звезды — 184, орденами Славы 3-й степени — 245, медалями «За отвагу» — 296, медалями «За боевые заслуги» — 196. Гвардии капитану Николаю Харламову присвоено звание Героя Советского Союза.
В 1968 году дивизия участвовала в операции «Дунай» по подавлению «Пражской весны».
Десантники соединения неоднократно привлекались к участию в таких крупных учениях и манёврах, как «Щит-76», «Неман», «Запад-81», «Запад-84», «Дозор-86». За проявленное боевое мастерство в ходе учений «Запад-81» дивизия награждена Вымпелом Министра обороны СССР «За мужество и воинскую доблесть». В ходе последних трёх учений осуществлялось десантирование БМД вместе с экипажами.
В 1971 и 1972 годах дивизия награждалась переходящим Красным знаменем ВДВ.
4 мая 1985 года за успехи в боевой подготовке и в связи с 40-летием Великой Победы дивизия награждена орденом Красного Знамени.
В 1988—1989 годах части дивизии участвовали в подавлении политической оппозиции Азербайджанской ССР в Баку, которым предшествовали армянские погромы. В результате событий в Баку, известных как «Чёрный январь» погибло более сотни граждан.

## Авиакатастрофа под Калугой
23 июня 1969 года 6-й парашютно-десантной роте в составе 2-го батальона 108-го гвардейского парашютно-десантного полка 7-й гвардейской воздушно-десантной дивизии была поставлена задача совершить перелёт из Каунаса в Рязань. В Рязани личный состав роты должен был провести показательные учения Министру обороны СССР А. А. Гречко.
При подлёте к городу Калуге самолёт, на борту которого находился личный состав 6-й роты, командование батальона и один ребёнок, столкнулся с пассажирским самолётом Ил-14, который также занял эшелон на высоте 3000 метров. В результате оба самолёта потерпели крушение, погибли все, кто был на борту. На Ан-12 летело 97 человек, в том числе 91 военнослужащий ВДВ и 5 членов экипажа. На борту Ил-14, следовавшего из Москвы в Гомель, находилось 24 человека.

## История после 1991 года

Нарукавный знак

В середине 1992 года из состава дивизии был выведен 119-й гвардейский парашютно-десантный полк, являвшийся одним из лучших полков 7-й гвардейской воздушно-десантной дивизии, и передан в состав 106-й гвардейской воздушно-десантной дивизии.
В мае 1993 года дивизия передислоцирована из Каунаса, где находилась в составе Северо-Западной группы войск, сначала в Майкоп, затем в Новороссийск на территорию Северо-Кавказского военного округа.
В 1993—1996 годах личный состав соединения выполнял миротворческие задачи в Абхазии.
С декабря 1994 по апрель 2004 года части дивизии выполняли боевые задачи в Северо-Кавказском регионе. В 1995-м дивизия сражалась в Грозном, а во время горного этапа кампании — в Веденском и Шатойском районах Чечни. За проявленные мужество и героизм 499 военнослужащих награждены орденами и медалями. Безвозвратные потери в ходе двух чеченских кампаний составили 87 человек.

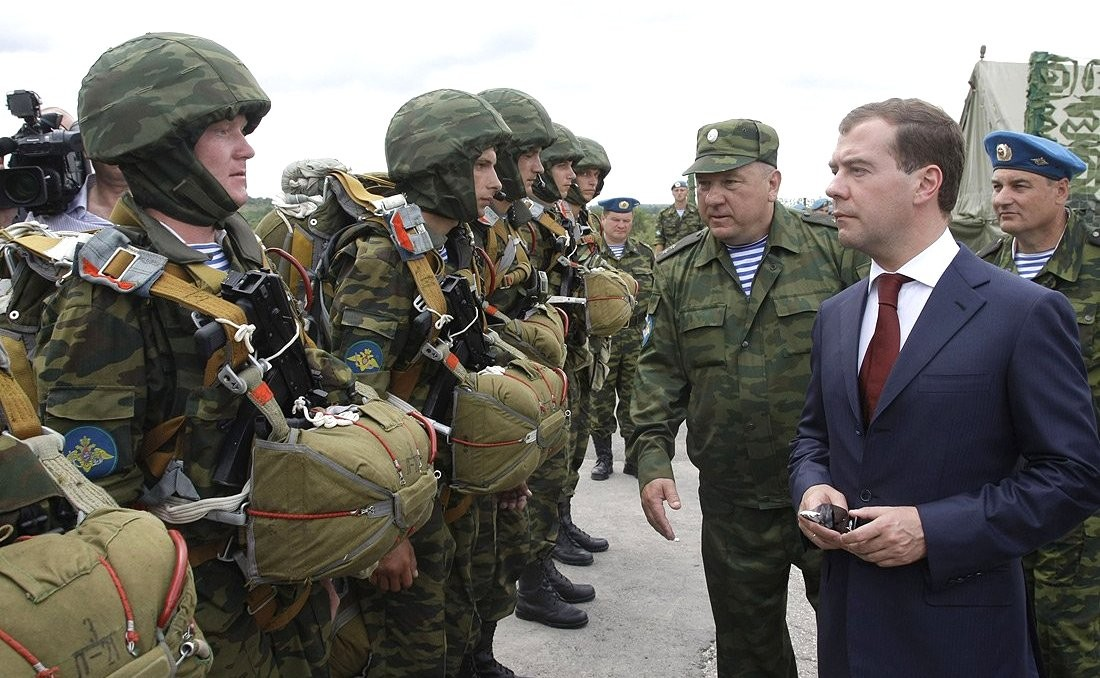
Президент России Дмитрий Медведев проводит смотр личного состава 7-й гвардейской десантно-штурмовой дивизии. 14 июля 2009 года

В июле 2001 года в дивизии была создана музыкальная группа «Синева», в которую вошли десантники — участники боевых действий. Основателем коллектива стал гвардии майор Олег Босенко, основным автором — гвардии майор Юрий Бергер. С момента основания группа стала лауреатом многих фестивалей и конкурсов армейской и военно-патриотической песни.
1 декабря 2007 года 7-я гвардейская воздушно-десантная Краснознамённая ордена Кутузова дивизия переименована в 7-ю гвардейскую десантно-штурмовую Краснознамённую ордена Кутузова дивизию (горную).
В 2011 году выпущена книга о дивизии.

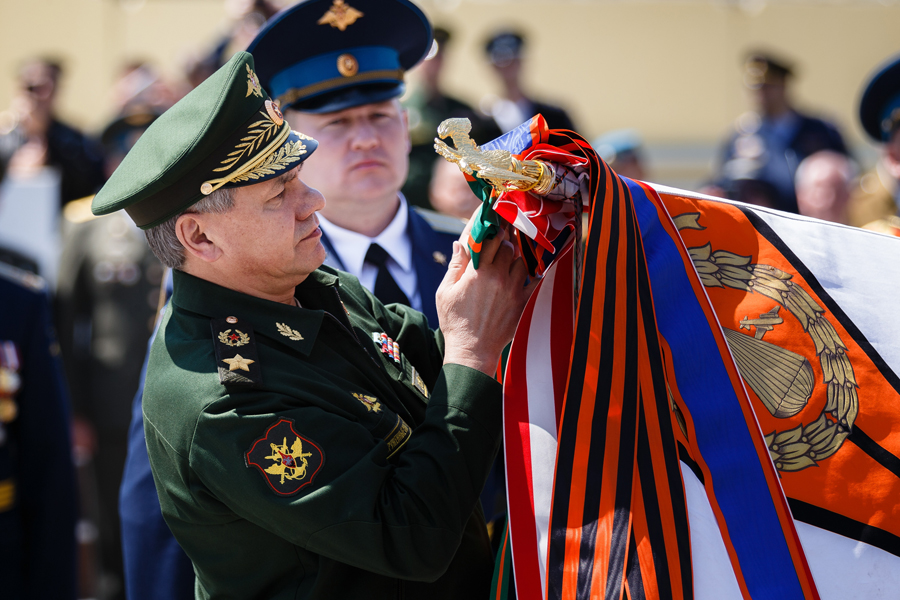
Министр обороны России С. К. Шойгу прикрепляет орден Суворова на боевое (георгиевское) знамя дивизии (14 мая 2015 года).

14 мая 2015 года Министр обороны РФ Сергей Шойгу вручил дивизии орден Суворова.
В этот знаменательный день хочу отметить, что на протяжении многих лет военнослужащие прославленного соединения являются образцом служения Отечеству, демонстрируют верность лучшим традициям Российской армии.Сергей Шойгу
С сентября 2015 года выполняет задачи по обеспечению безопасности авиационной группы ВКС России в Сирии на авиабазе Хмеймим в период проведения воздушной операции ВКС России.
«В рамках наращивания боевых возможностей войск… к концу года переформировать 56-ю десантно-штурмовую бригаду в 56-й десантно-штурмовой полк с пунктом постоянного базирования в Феодосии», — заявил во время заседании коллегии Министерства обороны РФ в 2021 году Сергей Шойгу.
Бывший помощник командующего ВДВ полковник Николай Брагин прокоментировал: «Непростая судьба у 56-й бригады — её перереформировали в полк, потом опять в бригаду, при этом численность никогда не превышала трёх тысяч человек при трёхбатальонном формировании, а это именно штат полка. Ничего удивительного, что сейчас это будет именно полк в составе „семёрки“ [7 гв. дшд(г).], да и своей принадлежности к ВДВ эта войсковая часть № 74507 не потеряет».
Дивизия принимала участие в российском вторжении на Украину, в частности, в наступлении на юге под Херсоном и Николаевом, где понесла тяжёлые потери. Так, за один день в бою, в районе села Старомайорское на западе Донецкой области в 2023 году, 247-й дшп потерял 49 десантников.

## Состав
- управление (г. Каунас)

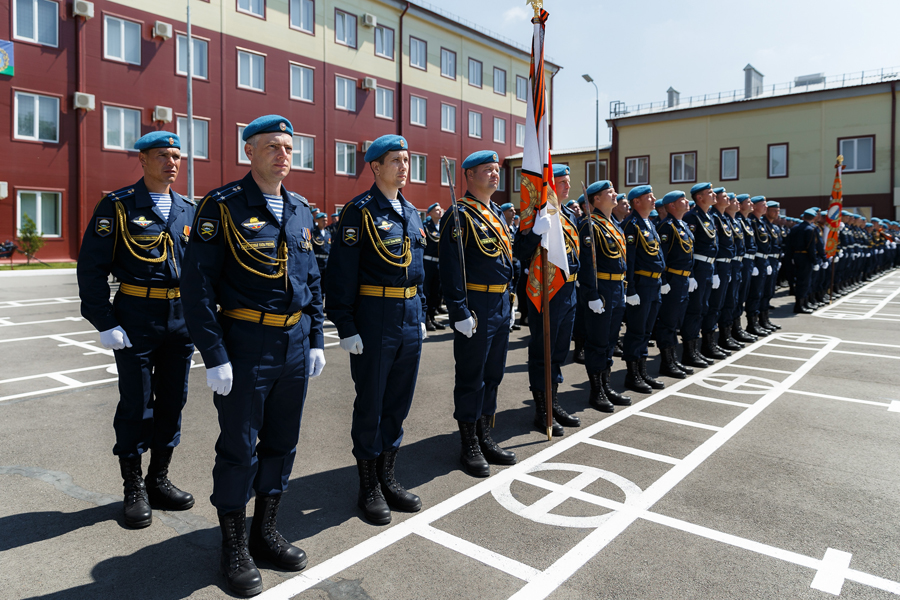
Торжественное построение 1141-го гвардейского артиллерийского полка (14 мая 2015 года).

- 108-й гвардейский парашютно-десантный ордена Красной Звезды полк (г. Каунас)
- 97-й гвардейский парашютно-десантный ордена Красной Звезды полк (г. Алитус)
- 119-й гвардейский парашютно-десантный ордена Александра Невского полк (г. Мариямполе)

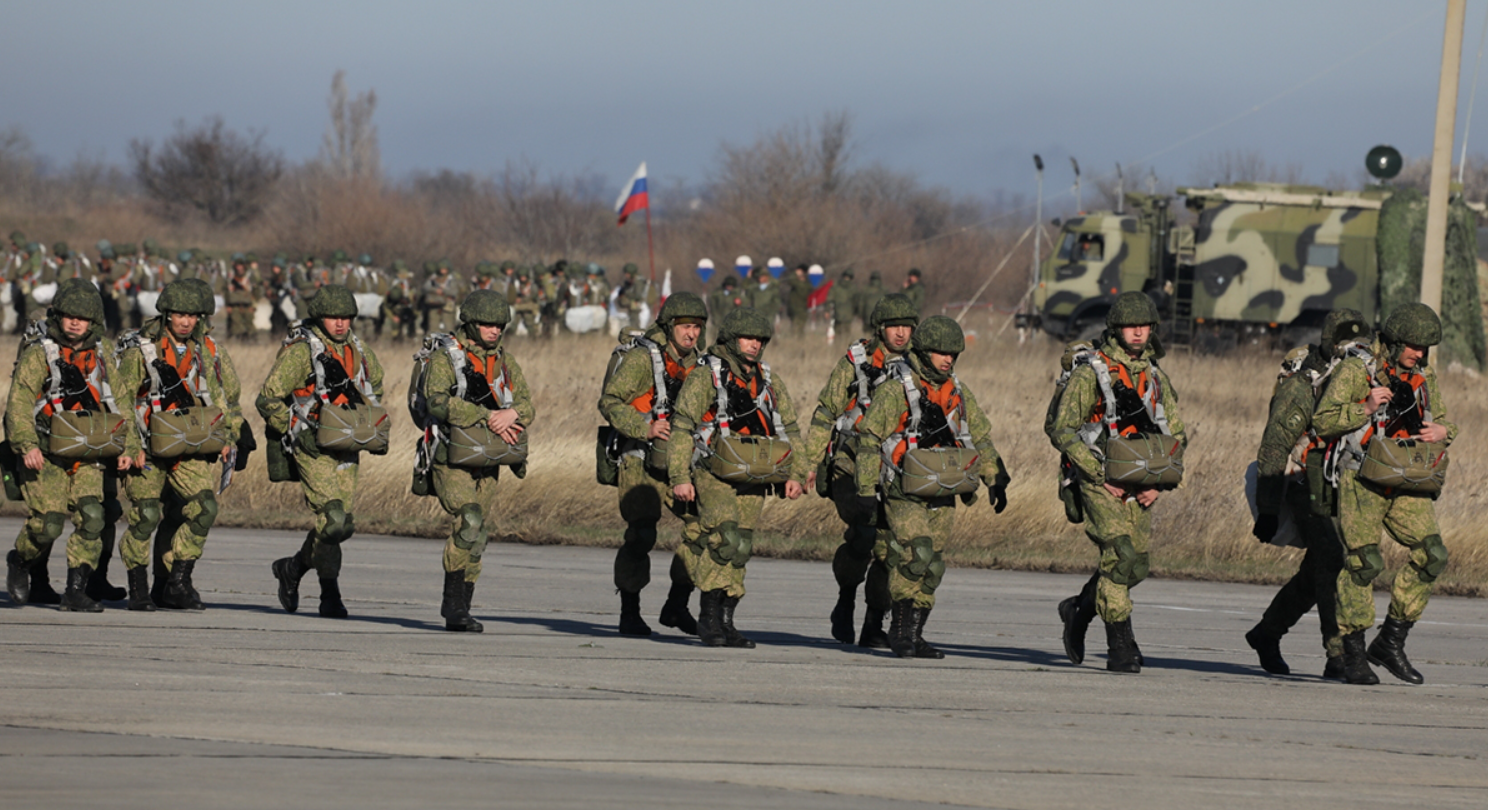
Десантники 7-й гвардейской десантно-штурмовой дивизии

- 1141-й гвардейский артиллерийский полк (г. Калвария)
- 83-й отдельный самоходно-артиллерийский дивизион (г. Калвария)
- 744-й отдельный гвардейский зенитный ракетно-артиллерийский дивизион (г. Каунас)
- 72-я отдельная разведывательная рота (г. Каунас)
- 743-й отдельный гвардейский батальон связи (г. Каунас)
- 143-й отдельный гвардейский инженерно-сапёрный батальон (г. Казлу Руда)
- 6-й отдельный ремонтно-восстановительный батальон (г. Каунас)
- 1692-й отдельный батальон десантного обеспечения (г. Каунас)
- 313-й отдельный медицинский батальон (г. Каунас)
- 1681-й отдельный батальон материального обеспечения (г. Каунас)
- 185-я отдельная военно-транспортная авиационная эскадрилья (г. Каунас)
- 215-й полигон (г. Казлу Руда)[11]

- управление дивизии, в/ч 61756 (г. Новороссийск)[12];
- 56-й гвардейский десантно-штурмовой ордена Отечественной войны Донской казачий полк, в/ч н/д (г. Феодосия);[13]
- 108-й гвардейский десантно-штурмовой Кубанский казачий ордена Красной Звезды полк, в/ч 42091 (г. Новороссийск);
- 247-й гвардейский десантно-штурмовой Кавказский казачий полк[14], в/ч 54801 (г. Ставрополь)[15];

- 1141-й гвардейский артиллерийский ордена Кутузова полк[16], в/ч 40515 (г. Анапа);
- 3-й гвардейский зенитный ракетный полк, в/ч 94021 (г. Новороссийск);
- 162-й отдельный гвардейский разведывательный батальон, в/ч 54377 (г. Новороссийск).
- 743-й отдельный гвардейский батальон связи, в/ч 96527 (г. Новороссийск);
- 629-й отдельный инженерно-сапёрный батальон, в/ч 96404 (ст. Старотитаровская);
- 1681-й отдельный батальон материального обеспечения в/ч 75302 (г. Новороссийск);
- 104-й отдельный танковый батальон (г. Новороссийск);
- 171 отдельный десантно-штурмовой батальон (г. Феодосия);
- отдельная рота десантного обеспечения, в/ч 96536 (г. Новороссийск);
- отдельная рота РЭБ (г. Новороссийск);
- отдельная рота БПЛА (г. Новороссийск);
- 32-й отдельный медицинский отряд (аэромобильный), в/ч 96502 (г. Новороссийск);
- 286?-я станция фельдъегерской-почтовой связи, в/ч 63785 (ст. Раевская).

## Награжденные званием Героя
За время существования дивизии звания Героя Советского Союза удостоены 10 человек, звания Героя Российской Федерации — 18 человек. Из них:
- гвардии капитан Харламов Николай Иванович (1924—1982) — командир 3-й роты 108-го гвардейского парашютно-десантного полка 7-й воздушно-десантной дивизии. Гвардии капитан Николай Харламов осенью 1956 года принимал участие в венгерских событиях, официально именовавшихся как «подавление контрреволюционного мятежа». В уличных боях в столице Венгерской Народной Республики — городе Будапеште, возглавляемая им рота успешно выполнила поставленную перед ней боевую задачу, нанеся противнику ощутимый урон, и спасла жизни многих мирных граждан. Указом Президиума Верховного Совета СССР от 18 декабря 1956 года за мужество и отвагу, проявленные при выполнении воинского долга, гвардии капитану Н. И. Харламову присвоено звание Героя Советского Союза с вручением ордена Ленина и медали «Золотая Звезда» (№ 10803)[17].
- гвардии старший лейтенант Савчук Вадим Иванович — заместитель командира разведроты 108-го гвардейского парашютно-десантного полка. Звание Героя России присвоено Указом Президента Российской Федерации от 9 августа 1995 года за мужество и героизм, проявленные при восстановлении конституционного порядка в Чеченской Республике.
- гвардии майор Родионов Евгений Николаевич — начальник разведки 108-го гвардейского парашютно-десантного полка. Звание Героя России (посмертно) присвоено Указом Президента Российской Федерации от 2 мая 1996 года № 622 за мужество и героизм, проявленные при восстановлении конституционного порядка в Чеченской Республике[18].
- гвардии майор Костин Сергей Вячеславович — командир батальона 108-го гвардейского парашютно-десантного полка. Звание Героя России (посмертно) присвоено Указом Президента Российской Федерации от 10 сентября 1999 года за мужество и героизм, проявленные в ходе отражения вторжения боевиков в Дагестан[19].
- гвардии майор Цеев Эдуард Кушукович — заместитель командира батальона 108-го гвардейского парашютно-десантного полка. Звание Героя России присвоено Указом Президента Российской Федерации от 10 сентября 1999 года за мужество и героизм, проявленные в ходе отражения вторжения боевиков в Дагестан[20].
- гвардии капитан Хоменко Игорь Владимирович — помощник начальника разведки 247-го гвардейского парашютно-десантного полка. Звание Героя России (посмертно) присвоено Указом Президента Российской Федерации от 27 октября 1999 года за мужество и героизм, проявленные в ходе отражения вторжения боевиков в Дагестан.
- гвардии сержант Чумак Юрий Алексеевич — командир разведотделения 247-го гвардейского парашютно-десантного полка. Звание Героя России (посмертно) присвоено Указом Президента Российской Федерации от 27 октября 1999 года за мужество и героизм, проявленные в ходе отражения вторжения боевиков в Дагестан.
- гвардии рядовой Ланцев Михаил Васильевич — огнемётчик роты радиационной, химической и биологической защиты 7-й гвардейской воздушно-десантной дивизии. Звание Героя России присвоено Указом Президента Российской Федерации от 7 февраля 2000 года за мужество и героизм, проявленные при проведении контртеррористической операции на Северном Кавказе.
- гвардии подполковник Дюдя Юрий Валерьевич — командир гаубичного дивизиона. Присвоено звание Героя России за проявленные мужество и героизм при выполнении специальных государственных задач в 2015 году[21][22].
- гвардии старший лейтенант  Семенок, Артем Сергеевич — командир роты 56 гвардейского десантно-штурмового полка.[23]
- гвардии  полковник  Сукуев, Виталий Владимирович — командир 108-го гвардейского десантно-штурмового полка.
- гвардии  лейтенант  Ищенко, Анатолий Анатольевич — командир зенитно-ракетного взвода 3-го гвардейского зенитно-ракетного полка.
- гвардии  лейтенант  Скакуновский, Денис Олегович — заместитель командира парашютно-десантной роты по военно-политической работе 56-го гвардейского десантно-штурмового полка.
- гвардии  капитан  Епифанов, Вадим Владимирович — командир разведывательной роты 108-го гвардейского десантно-штурмового полка.
- гвардии  лейтенант  Бердиев, Азамат Фаильевич — командир десантно-штурмового взвода 56-го гвардейского десантно-штурмового полка.
- гвардии  сержант  Супаков, Евгений Андреевич — командир отделения связи взвода управления десантно-штурмового батальона.
- гвардии  рядовой  Султанов, Арслан Булатович — рядовой 56-го гвардейского десантно-штурмового полка.
- гвардии  младший лейтенант  Мозговенко, Вячеслав Васильевич —  наводчик-оператор  боевой машине десанта 108-м гвардейского десантно-штурмового Кубанского казачьего ордена Красной Заезды полка.
- гвардии  капитан  Орлов, Евгений Александрович — заместитель командира-начальник штаба парашютно-десантного батальона 56-го гвардейского десантно-штурмового полка.
- гвардии  сержант  Мухамедеев, Ильяс Адельханович —  командир парашютно-десантного взвода 56-го гвардейскиго десантно-штурмового полка.
- гвардии  старший лейтенант  Споняков, Илья Дмитриевич.
- гвардии  старший лейтенант  Зорин, Денис Игоревич — офицер 247-го гвардейского десантно-штурмового Кавказского казачьего полка .
- гвардии  старший лейтенант  Гаджимагомедов, Нурмагомед Энгельсович — командир роты 247-го гвардейского десантно-штурмового Кавказского казачьего полка.
- гвардии  майор  Дегтярёв, Дмитрий Сергеевич — заместитель командира парашютно-десантного батальона 56-го гвардейского десантно-штурмового полка.
- гвардии  капитан  Авдонин, Дмитрий Николаевич

## Командиры
- гвардии генерал-майор Полищук, Григорий Федосеевич (04.11.1945 — 30.01.1952)
- гвардии полковник Голофаст Георгий Петрович (30.01.1952 — 23.11.1955)
- гвардии генерал-майор Рудаков, Алексей Павлович (23.11.1955 — 16.10.1956)
- гвардии полковник Антипов Пётр Фёдорович (16.10.1956 — 17.09.1958)
- гвардии полковник, с 7.05.1960 гвардии генерал-майор Дудура Иван Макарович (17.09.1958 — 23.08.1961)
- гвардии полковник, с 22.02.1963 гвардии генерал-майор Чаплыгин, Пётр Васильевич (23.08.1961 — 14.09.1963)
- гвардии полковник, с 16.06.1965 гвардии генерал-майор Шкрудиев, Дмитрий Григорьевич (14.09.1963 — 07.01.1966)
- гвардии генерал-майор Горелов, Лев Николаевич (07.01.1966 — 06.1970)
- гвардии полковник, с 29.04.1970 гвардии генерал-майор Кулешов, Олег Фёдорович (06.1970 — 08.01.1973)
- гвардии полковник, с 25.04.1975 гвардии генерал-майор Калинин, Николай Васильевич (08.01.1973 — 1975)
- гвардии генерал-майор Краев, Владимир Степанович (1975—1978)
- гвардии генерал-майор Ачалов Владислав Алексеевич (1978—1982)
- гвардии полковник Ярыгин, Юрантин Васильевич (1982—1984)
- гвардии генерал-майор Топоров Владимир Михайлович (1984—1987)
- гвардии генерал-майор Сигуткин, Алексей Алексеевич (1987—1990)
- гвардии генерал-майор Хацкевич, Валерий Францович (1990—1992)
- гвардии генерал-майор Калабухов, Григорий Андреевич (1992—1994)
- гвардии генерал-майор Солонин, Игорь Вильевич (1994—1997)
- гвардии генерал-майор Кривошеев, Юрий Михайлович (1997—2002)
- гвардии генерал-майор Игнатов, Николай Иванович (2002—2005)
- гвардии генерал-майор Астапов, Виктор Борисович (2005—2007)
- гвардии полковник Кочетков, Владимир Анатольевич (2008—2010)
- гвардии генерал-майор Вязников, Александр Юрьевич (2010—2012)[24]
- гвардии генерал-майор Солодчук, Валерий Николаевич (2012—2014)
- гвардии генерал-майор Бреус, Роман Александрович (2014—2019)
- гвардии генерал-майор Суховецкий, Андрей Александрович (2019—2021)
- гвардии генерал-майор Корнев, Александр Владимирович (2021—н. в.)